# 薩爾尼夫卡 (若夫克瓦區)
50°8′14″N 24°4′58″E / 50.13722°N 24.08278°E
薩爾尼夫卡（烏克蘭語：Сарнівка），是烏克蘭西部的村莊，隸屬利維夫州的利維夫區。該村始建於1883年，面積0.26平方公里，2001年人口141，人口密度每平方公里542.31人。